# Saint Kitts és Nevis a 2024. évi nyári olimpiai játékokon
Saint Kitts és Nevis a franciaországi Párizsban megrendezett 2024. évi nyári olimpiai játékok egyik részt vevő nemzete volt. Az országot az olimpián 2 sportágban 3 sportoló képviselte, akik érmet nem szereztek.

## Atlétika
Férfi
| Versenyző       | Versenyszám | Selejtező | Selejtező | Selejtező | Előfutam | Előfutam | Előfutam | Elődöntő | Elődöntő | Elődöntő | Döntő   | Döntő    |
| Versenyző       | Versenyszám | Idő       | Hely.     | Össz.     | Idő      | Hely.    | Össz.    | Idő      | Hely.    | Össz.    | Idő     | Helyezés |
| --------------- | ----------- | --------- | --------- | --------- | -------- | -------- | -------- | -------- | -------- | -------- | ------- | -------- |
| Naquille Harris | 100 m       | 10,33     | 1.        | 6.        | 10,38    | 7.       | 54.      | kiesett  | kiesett  | kiesett  | kiesett | kiesett  |

Női
| Versenyző            | Versenyszám | Selejtező | Selejtező | Selejtező | Előfutam | Előfutam | Előfutam | Elődöntő | Elődöntő | Elődöntő | Döntő   | Döntő    |
| Versenyző            | Versenyszám | Idő       | Hely.     | Össz.     | Idő      | Hely.    | Össz.    | Idő      | Hely.    | Össz.    | Idő     | Helyezés |
| -------------------- | ----------- | --------- | --------- | --------- | -------- | -------- | -------- | -------- | -------- | -------- | ------- | -------- |
| Zahria Allers-Liburd | 100 m       | 11,73     | 1.        | 6.        | 11,89    | 8.       | 63.      | kiesett  | kiesett  | kiesett  | kiesett | kiesett  |

## Úszás
Férfi
| Versenyző    | Versenyszám | Előfutam | Előfutam | Előfutam | Elődöntő | Elődöntő | Elődöntő | Döntő   | Döntő    |         |
| Versenyző    | Versenyszám | Idő      | Hely.    | Össz.    | Idő      | Hely.    | Össz.    | Idő     | Helyezés |         |
| ------------ | ----------- | -------- | -------- | -------- | -------- | -------- | -------- | ------- | -------- | ------- |
| Troy Nisbett | 50 m gyors  | 28,71    | 5.       | 69.      | kiesett  | kiesett  | kiesett  | kiesett | kiesett  | kiesett |